# Projet TAMAR

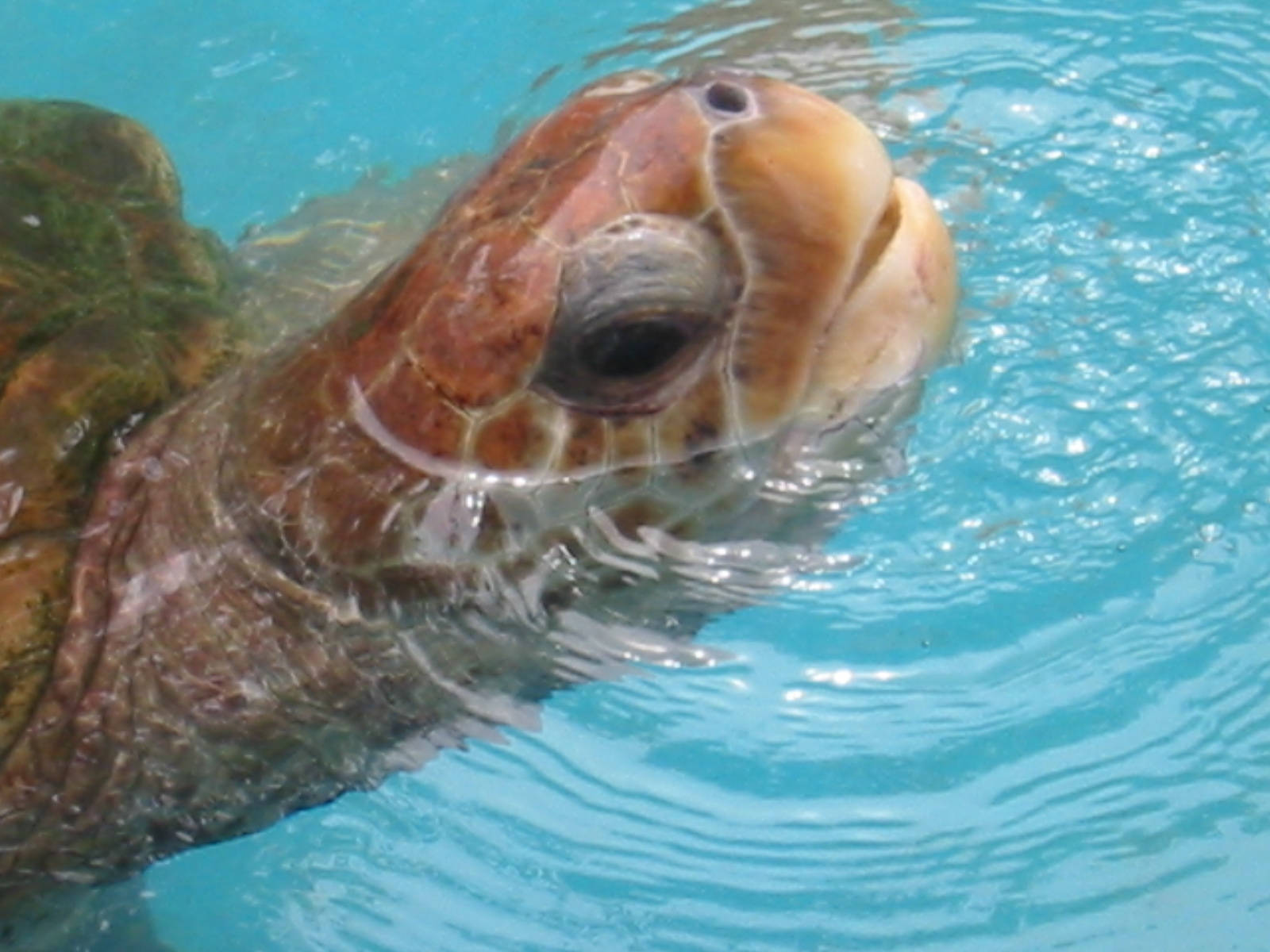
Tortue marine à la Praia do Forte.

Le Projet TAMAR est un projet conservationniste brésilien, consacré à la préservation des espèces de tortues marines menacées d’extinction. Le nom TAMAR est une contraction du nom tortue marine en portugais (tartaruga marinha), nécessaire, au début des années 1980, pour confectionner des petites plaques en métal utilisées pour identifier les spécimens du projet et faire des études de biométrie, de surveillance des routes migratoires, etc. Depuis lors, le nom a commencé à designer le PBCTM (Programme Brésilien de Préservation des Tortues Marines), exécuté par l’IBAMA, au travers du Centre TAMAR-IBAMA, une agence gouvernementale, et par la Fondation Pró-TAMAR, une institution non-gouvernementale d’utilité publique fédérale. Cette union montre la nature institutionnelle hybride du projet, qui compte, en plus, avec la participation d’entreprises et d’institutions nationales et internationales, et aussi d’autres organisations non-gouvernementales.

## Histoire
L’idée du Projet TAMAR est apparue dans les années 1970 avec un groupe d’étudiants en océanographie qui voyageaient le long des plages désertes pour faire des recherches. À cette époque, sur l'Atoll das Rocas, les chercheurs ont trouvé des pêcheurs en train de tuer des tortues marines. Des photos et quelques rapports ont été envoyés aux autorités, qui voulaient lancer un programme de conservation marine, ce qui a donné naissance au Projet TAMAR, fondé en 1980. Selon les archives, la participation de Almirante Ibsen de Gusmão Câmara, Maria Thereza Jorge Pádua, Renato Petry Leal, José Catuetê Albuquerque et Guy Marcovaldi a été fondamentale. Ce dernier est l’actuel coordinateur national du TAMAR, qui est financé par l'Institut Chico Mendes de Conservation de la Biodiversité (ICM-Bio), lié au gouvernement fédéral, Petrobras et par les touristes qui visitent ses installations et achètent les t-shirts du projet.

## Mission du Projet Tamar
Le TAMAR est né avec l’objectif de protéger des espèces de tortues marines menacées d’extinction sur le littoral brésilien. Mais, avec le temps, on s’est rendu compte que les travaux ne pourraient pas se limiter aux tortues, car l'une des clés du succès de cette mission est le soutien au développement des communautés côtières, de manière à offrir des alternatives économiques qui diminuent la question sociale, réduisant ainsi la chasse aux tortues marines. Le TAMAR protège aussi les requins et d’autres espèces de vie marine.
Les activités sont organisées sur 3 lignes d’action: 
- Conservation et recherche appliqués,
- Éducation environnementale
- Développement communautaire durable, où le principal instrument est la créativité.

Depuis le début, il a fallu créer des techniques pionnières de conservation et développement communautaire, adaptées à la réalité de chaque région travaillée. Aujourd’hui, les activités sont concentrés sur 21 bases, distribuées sur plus de 1100 km de côtes. Ainsi, pour garantir une protection efficace des tortues, il faut aussi promouvoir la conservation des écosystèmes marins et côtiers et le développement durable des communautés qui sont proches des bases – une stratégie de conservation connue comme "espèce-parapluie".
Ces activité regroupent actuellement, près de 1200 personnes, dont la majorité sont résidentes dans ces communautés, essentielles pour la protection des tortues marines, car elles améliorent les conditions de leur habitat et diminuent la pression humaine sur l'écosystème et les espèces.

## Bases du Projet
Actuellement, il y a 22 bases du Projet sur tout le littoral du Brésil. 18 fonctionnent toute l'année, et 4 pendant la période de ponte des tortues.
Les villes ou sont installées les bases:
- Almofala, Ceará
- Atoll das Rocas, Rio Grande do Norte
- Fernando de Noronha, Pernambuco
- Ponta dos Mangues, Sergipe
- Pirambu, Sergipe
- Oceanário, Sergipe
- Abaís, Sergipe
- Mangue Seco, Bahia
- Sítio do conde, Bahia
- Costa do Sauípe, Bahia
- Praia do Forte, Bahia
- Arembepe, Bahia
- Itaúnas, Espírito Santo
- Guiriri, Espírito Santo
- Pontal do Ipiranga, Espírito Santo
- Povoação, Espírito Santo
- Regência, Espírito Santo
- Ilha da Trindade, Espírito Santo
- Anchieta, Espírito Santo
- Bacia de Campos, Rio de Janeiro
- Ubatuba, São Paulo
- Florianópolis, Santa Catarina

5 des 7 espèces connues de tortues marines habitent au Brésil.